# Reial Jardí Botànic de Madrid

Reial Jardí Botànic de Madrid

El Reial Jardí Botànic de Madrid (Real Jardín Botánico de Madrid) és un centre de recerca del Consell Superior d'Investigacions Científiques (CSIC). Fundat per Reial Ordre de 17 d'octubre de 1755 pel rei Ferran VI al Soto de Migas Calientes, el rei Carles III d'Espanya n'ordenà el trasllat a la seva ubicació actual l'any 1781, al Passeig del Prado, junt al Museu de Ciències Naturals que s'hi estava construint (actualment Museu del Prado), a Madrid. Aquest jardí botànic hostatja, en tres terrasses esglaonades, plantes d'Amèrica i de l'oceà Pacífic, a més de plantes europees. 

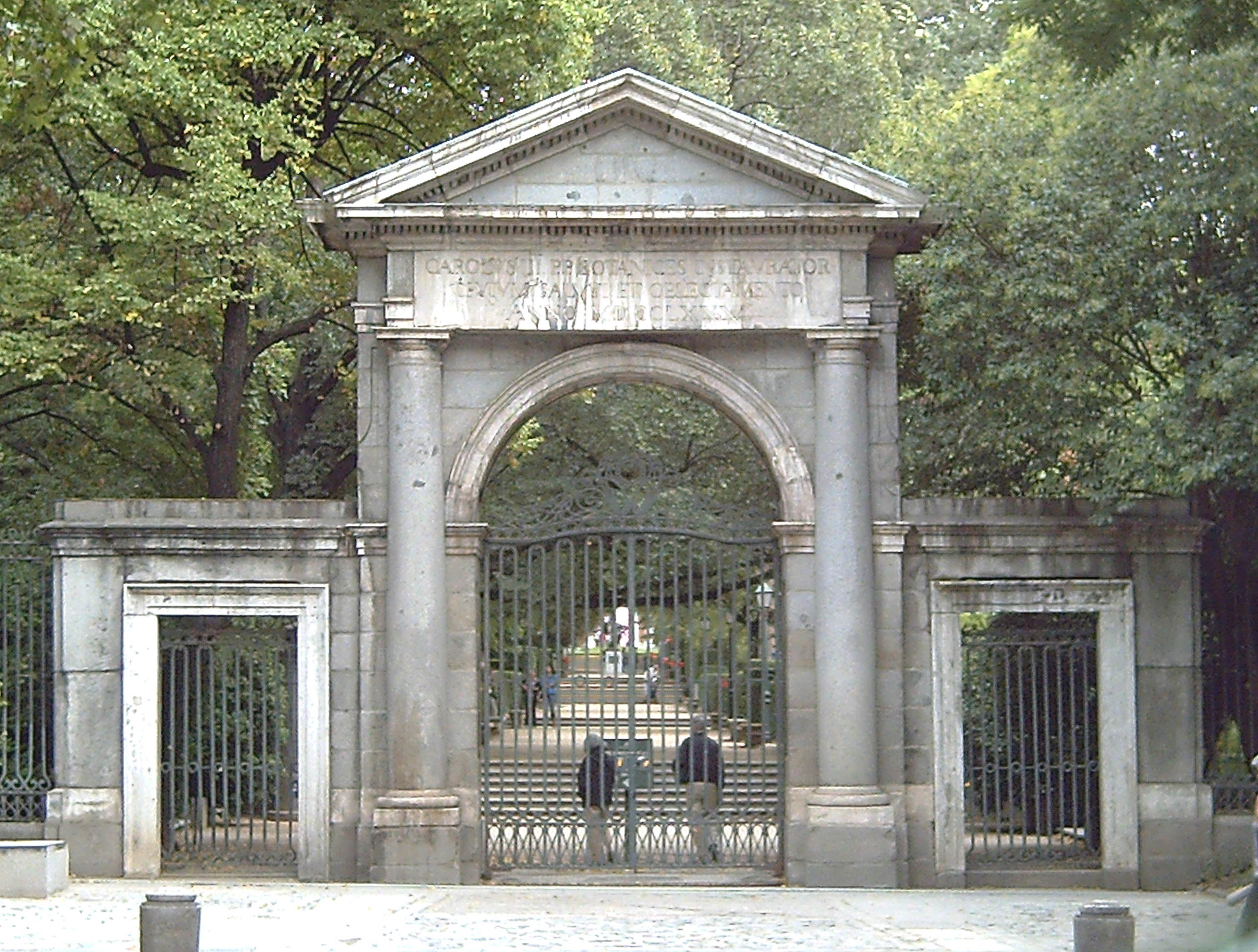
Porta Reial del Jardí Botànic de Madrid, obra de Francesco Sabatini (1781)

## Localització
Es troba en el centre antic de Madrid al costat del Museu del Prado i els Jardins del Retiro a una altitud de 667 m i sota una pluviometria anual de 437 litres.

## Història

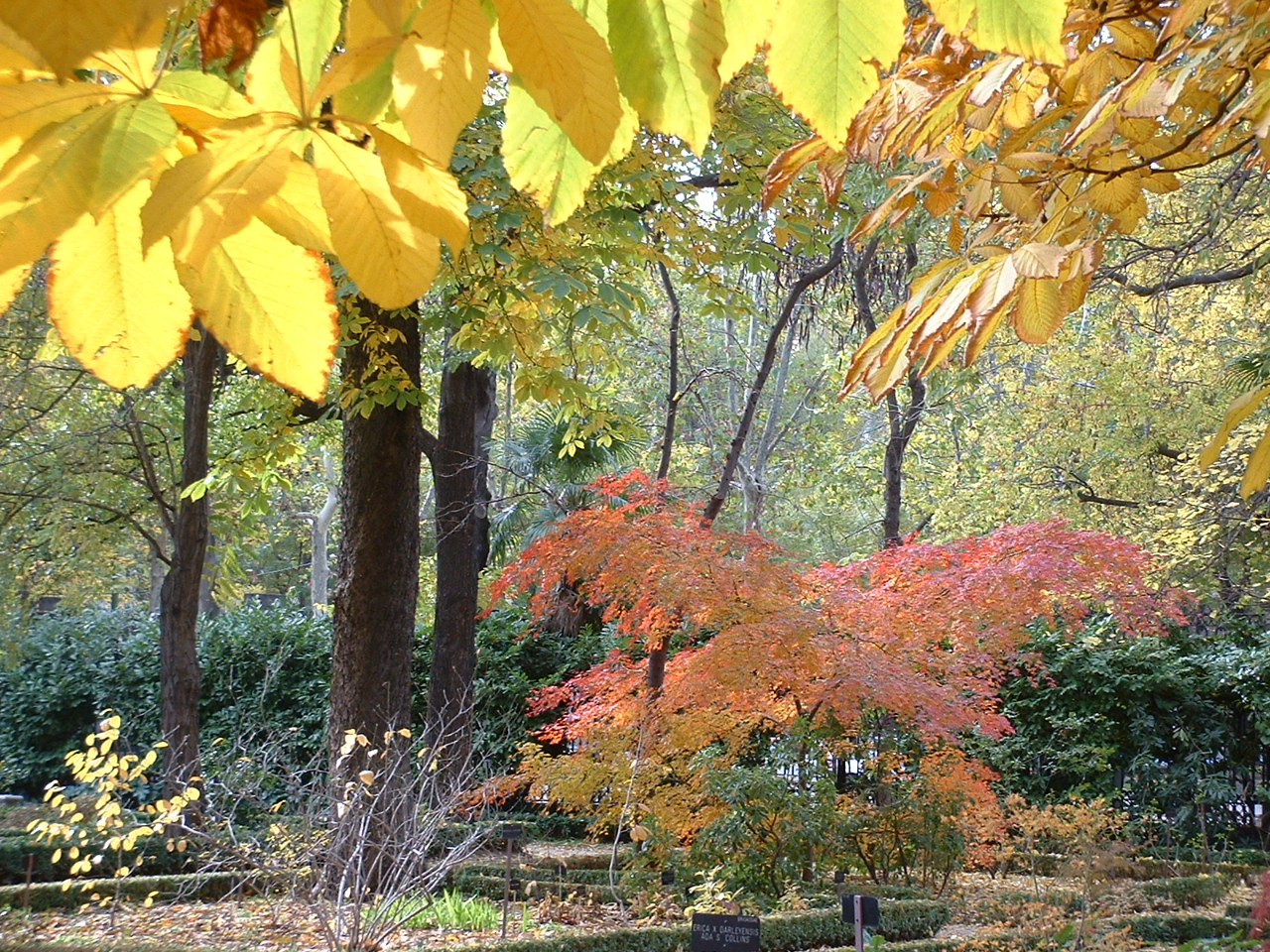
Tardor al Jardí Botànic de Madrid

Quan es va crear aquest jardí botànic comptava amb més de 2.000 plantes, recollides pel català Josep Quer i Martínez.
El comte de Floridablanca, primer ministre de Carles III d'Espanya, va posar especial interès en el trasllat del jardí botànic a Madrid sobretot perquè serviria com un símbol del mecenatge de la corona espanyola amb les ciències i l'art. En la mateixa zona s'hi establirien més tard el Gabinet d'Història Natural (posteriorment Museu del Prado) i l'Observatori astronòmic.
Antoni Josep Cavanilles i Palop va reorganitzar el jardí, herbari i dipòsits de llavors, i va donar-li rellevància mundial, i amb nombrosos actes públics va fomentar la difusió científica. A més de l'ús científic, hi passejava l'alta societat durant la primavera i l'estiu i proporcionava gratuïtament plantes medicinals. El jardí botànic també comptava amb estufes (hivernacles) llavorers i instal·lacions per les eines de manteniment i de treball. El jardí es convertí en receptor dels enviaments de les expedicions científiques auspiciades pels reis entre elles les de José Celestino Mutis, Hipólito Ruiz i José Antonio Pavón, Martín Sessé i José Mariano Mociño, la d'Alejandro Malaspina i la del botànic Juan Isern.
A començament del segle xix aquesta institució va ser dirigida per Antoni Josep Cavanilles. El 1882 se’n segreguen dues hectàrees per a construir-hi l'edifici del Ministeri d'Agricultura d'Espanya. El 1886 un cicló va fer estralls en les plantes del jardí botànic amb 564 arbres tombats. El 1893, s'obrí el carrer de Claudio Moyano (popularment conegut com a Cuesta de Moyano) perdent amb això un extrem del cos principal del jardí, amb la qual cosa la seva superfície va quedar reduïda a les vuit hectàrees actuals.
El 1939, el Reial Jardí Botànic passa a dependre del Consell Superior d'Investigacions Científiques. Aquest jardí botànic es va restaurar, tornat als seus nivells en terrasses originals, entre 1980 i 1981.
Aproximadament conté 5.000 espècie diferents de plantes de tot el món.
La Flora Huayaquilensis un llibre que detalla una de les primeres expedicions a Amèrica del Sud el material vegetal es va dur a terme per Juan Tafalla, que va ser conduït per la Reial Audiència de Quito. Les obres mai es van publicar durant la vida de Juan Tafalla, sinó més aviat, tots els materials i les pintures es trobaven en els arxius del Real Jardí Botànic de Madrid, esperant a ser descoberts.
El Dr Eduardo Estrella Aguirre es trobava en els arxius del Reial Jardí Botànic de Madrid, Espanya el 1985 on, al documental «IV Divisió», corresponent a l'expedició de Ruiz i Pavón a Perú i Xile, Eduardo Estrella trobar a molts descripcions de les plantes, l'origen correspon als llocs pertanyents a la Reial Audiència de Quito. El Dr Eduardo Estrella Aguirre també va fundar l'Equador Museu Nacional de Medicina. Un llibre de taules, Flora Huayaquilensis, l'Expedició Botànica de Joan Tafalla 1799-1808Ce era una feina que va durar més de tres anys treballant gairebé sense parar en els arxius abans que el Dr Estrella de desentranyar el misteri. Els folis s'han numerat i contenia el misteriós FH inicials i es diferenciaven dels altres que no corresponen a la flora de la Reial Audiència, i tenia les inicials FP Encara no hi havia res clar, però no hi havia prou evidència per considerar que la pista va ser alguna cosa important i deixar que la publicació de la flora i Huayaquilensis després de 200 anys, el Dr Eduardo Estrella finalment va publicar un treball dur i donar crèdit a l'expedició de Juan 

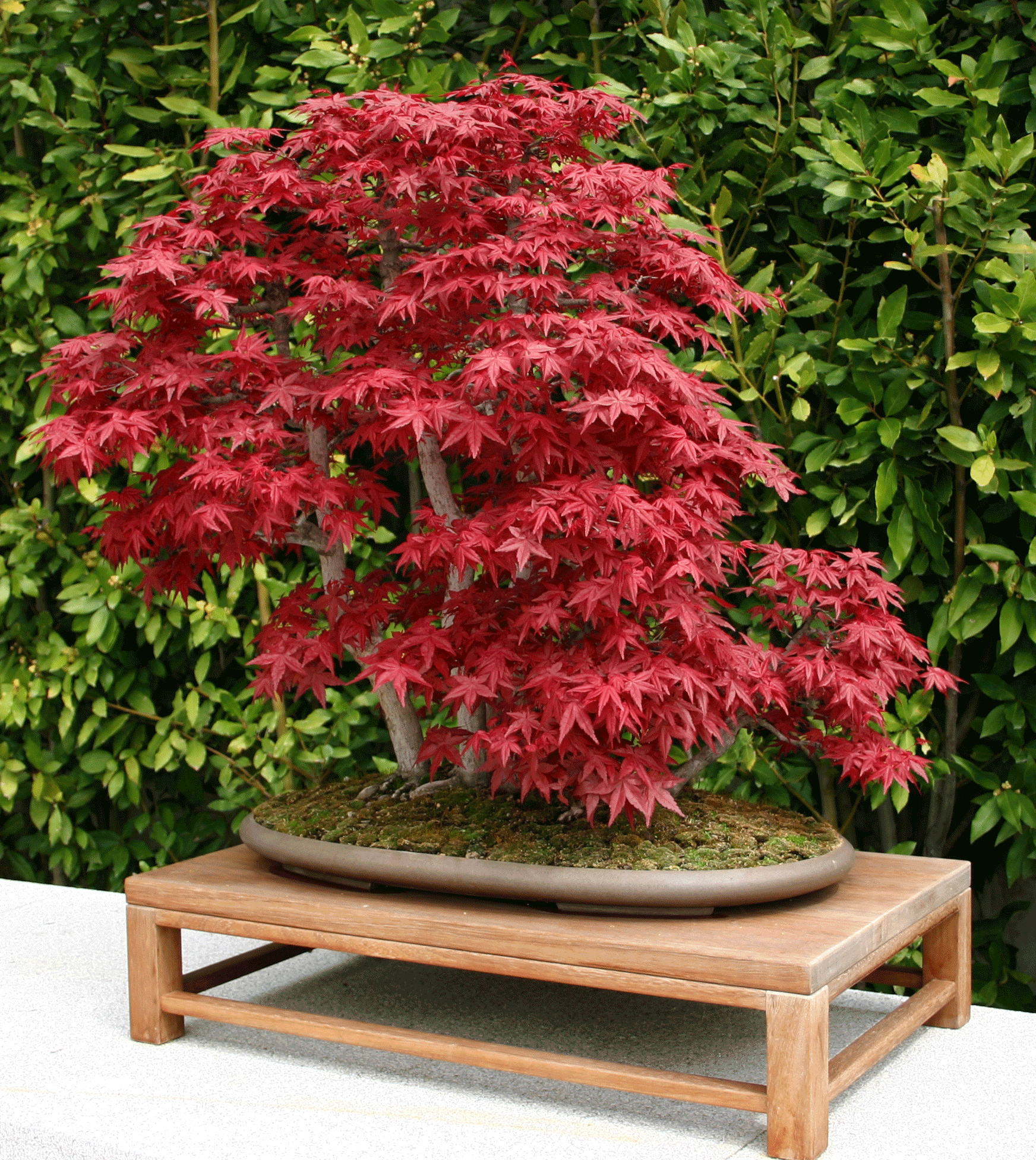
Acer sp. bonsai de la col·lecció de Felipe González

L'herbari del Reial jardí botànic té prop d'un milió de plecs, incloent plantes de les expedicions oficials del segle xviii El seu codi internacional és MA.
Hi ha un dipòsit de llavors amb intercanvis internacionals.